# L’Étrat
L’Étrat ist eine französische Gemeinde mit 2.820 Einwohnern (Stand: 1. Januar 2022) im Département Loire in der Region Auvergne-Rhône-Alpes. Die Gemeinde gehört zum Arrondissement Saint-Étienne und ist Teil des Kantons Sorbiers. Die Einwohner werden Chavanois(es) genannt.

## Geografie
L’Étrat liegt etwa vier Kilometer nördlich von Saint-Étienne am Fluss Furan. Umgeben wird L’Étrat von den Nachbargemeinden Saint-Héand im Norden, La Tour-en-Jarez im Osten, Saint-Priest-en-Jarez im Süden, Villars im Südwesten sowie La Fouillouse im Westen.
Durch die Gemeinde führt die frühere Route nationale 498 (heutige D1498).

## Bevölkerungsentwicklung
| Jahr                       | 1962 | 1968 | 1975 | 1982 | 1990 | 1999 | 2006 | 2017 |
| -------------------------- | ---- | ---- | ---- | ---- | ---- | ---- | ---- | ---- |
| Einwohner                  | 1322 | 1523 | 2147 | 2309 | 2524 | 2519 | 2699 | 2531 |
| Quellen: Cassini und INSEE |      |      |      |      |      |      |      |      |

## Sehenswürdigkeiten
- Schloss La Bertrandière (an der Allée de la Bertrandière)
- Reste der Burg Vivert (im Weiler Vivert)

## Gemeindepartnerschaft
Mit der deutschen Gemeinde Vörstetten in Baden-Württemberg besteht eine Partnerschaft.